# 이카가와시 시리즈
《이카가와 시 시리즈》(일본어: 烏賊川市シリーズ)는 코분샤로부터 간행되고 있는 히가시가와 토쿠야의 미스터리 소설 시리즈의 총칭이다.

## 개요
가공의 지방 도시인 이카가와 시를 무대로 전개되는 본격 미스터리.

## 시리즈 목록
- 밀실의 열쇠 빌려드립니다
  -  신서: 2002년 4월, 코분샤 카파 노벨스, ISBN 978-4334074678
  -  문고: 2006년 2월, 코분샤 분코, ISBN 978-4334740207
- 밀실을 향해 쏴라
  -  신서: 2002년 10월, 코분샤 카파 노벨스, ISBN 978-4334074906
  -  문고: 2007년 6월, 코분샤 분코, ISBN 978-4334742706
- 완전 범죄에 고양이는 몇 마리 필요한가?
  -  신서: 2003년 8월, 코분샤 카파 노벨스, ISBN 978-4334075347
  -  문고: 2008년 2월, 코분샤 분코, ISBN 978-4334743802
  -  2011년 7월, 폴라북스, ISBN 9788993094473
- 교환 살인에는 어울리지 않는 밤
  -  신서: 2005년 9월, 코분샤 카파 노벨스, ISBN 978-4334076207
  -  문고: 2010년 2월, 코분샤 분코, ISBN 978-4334748449
  -  2013년 8월, 지식여행, ISBN 9788961092340
- 여기에 시체를 버리지 말아주세요!
  -  단행본: 2009년 8월, 코분샤, ISBN 978-4334926762
  -  문고: 2012년 9월, 코분샤 분코, ISBN 978-4334764708
- 빨리 명탐정이 되고 싶어
  -  단행본: 2011년 9월, 코분샤, ISBN 978-4334927776
    - 수록 작품: 후지에다 저택의 완전 밀실 / 시속 40킬로의 밀실 / 일곱 개의 맥주 케이스 문제 / 참새 숲의 이상한 밤 / 보석 도둑과 어머니의 슬픔
- 내가 싫어하는 탐정
  -  단행본: 2013년 3월, 코분샤, ISBN 978-4334928759
    - 수록 작품: 죽음에 이르는 전력 질주의 수수께끼 / 탐정이 찍어버린 사진 / 이카가미 일족의 살인 / 죽은 자는 한숨을 쉬지 않는다 / 204호실은 타고 있는가?

## 등장인물
우카이 모리오
이카가와 시에서 〈Welcome trouble!〉이라고 간판을 내세운 사립 탐정 사무소를 운영하는 남자. 돈도 없으면서 파란 르노를 타고 다닌다.
토무라 류헤이
청년. 프리터. 이유없이 살인사건에 자주 휘말린다.
니노미야 아케미
자칭 미녀. 동시에 우카이 모리오 의 집주인이다.
스나가와 경부
이카가와서의 민완 경부. 뭔가 생각을 할 때 수첩에 끄적거리는 습관이 있다. 다만, 심한 날림체라고.
시키 케이지
스나가와 경부의 부하로, 그와 콤비를 이루고 있는 형사. 차 핸들을 잡으면 폭주하는 버릇이 있다.
쥬죠지 쥬조
〈쥬죠지 식품〉의 사장. 엄청난 작명 센스를 가지고 있다.
쥬죠지 사쿠라
쥬죠지 쥬조의 손녀. 부끄러우면 손에 든 것을 휘두르는 버릇이 있다.

## 텔레비전 드라마
이카가와 시 시리즈 7작째 《내가 싫어하는 탐정》의 타이틀로 텔레비전 드라마화되었다. 2014년 1월 17일부터 3월 7일까지 매주 금요일 23:15 ~ 24:15(〈금요 나이트 드라마〉 시간대)에 방송되었다. 주연은 고리키 아야메.

### 캐스트

#### 주요 인물
니노미야 아케미 - 고리키 아야메
우카이에게 1개월에 1만 엔을 받고 사무소를 빌려 주고 있는 니노미야 빌딩의 주인. 자칭 〈우카이 탐정 사무소〉의 조수
우카이 모리오 - 타마키 히로시
잃어버린 개나 고양이, 불륜(바람기)조사 전문〈우카이 탐정 사무소〉의 소장 겸 탐정.
토무라 류헤이 - 시라이시 슌야
대학생.

#### 이카가와 경찰서
스나가와 고로 - 와타나베 잇케이
경부.
미키 카오루 - 야스다 미사코
형사. 스나가와의 부하. 우카이 모리오를 좋아한다

#### 그 외
사토미 - 나이토 리사
이카가와 시립 대학 여자 미스터리 연구회 부원.
모에 - 시카누마 유키
이카가와 시립 대학 여자 미스터리 연구회 부원.

### 스태프
- 원작 - 히가시가와 토쿠야 《이카가와 시 시리즈》 (코분샤 분코/코분샤 간)
- 각본 - 후쿠다 유이치, 하야시 마코토
- 음악 - MAYUKO, 토쿠다 마사히로
- 연출 - 츠카모토 렌페이, 카타야마 오사무, 키무라 히사시
- 주제가 - 고리키 아야메 〈당신의 100가지 싫은 부분〉 (gr8!records)
- 음악 프로듀스 - 시다 히로히데
- 극 중 일러스트 - 소오토메 케이코
- 액션 코디네이터 - 다이도지 토시노리
- 기획 협력 - 코가 세이치
- 치프 프로듀서 - 우치야마 사토코 (TV 아사히)
- 제작 - TV 아사히, MMJ

### 방송 일자
| 각 화                                                     | 방송일          | 부제                                   | 프로그램표                                                                                     | 원작                                       | 각본                        | 연출            | 시청률 |
| --------------------------------------------------------- | --------------- | -------------------------------------- | ---------------------------------------------------------------------------------------------- | ------------------------------------------ | --------------------------- | --------------- | ------ |
| 제1화                                                     | 2014년 1월 17일 | 밀실의 열쇠 빌려드립니다               | 혼란!? 콤비 오늘밤 탄생 건물 주인×탐정이 도전하는 완전 밀실 트릭!! 이 수수께끼 풀면 월세 1만!? | 《밀실의 열쇠 빌려드립니다》               | 후쿠다 유이치               | 츠카모토 렌페이 | 10.0%  |
| 제2화                                                     | 1월 24일        | 밀실의 열쇠 빌려드립니다 해결 편       | 수수께끼 풀이는 벼랑 위에서!? 밀실&미녀 전락…2개의 동시 살인 트릭!! 오늘밤 드디어 해결!!       | 《밀실의 열쇠 빌려드립니다》               | 후쿠다 유이치               | 츠카모토 렌페이 | 7.0%   |
| 제3화                                                     | 1월 31일        | 이카가미 일족의 살인                   | 거대 오징어는 봤닷! 이카가미 일족의 살인 누군가가 거짓말을 하고 있는 시체 소멸의 트릭          | 《이카가미 일족의 살인》                   | 후쿠다 유이치               | 카타야마 오사무 | 8.5%   |
| 제4화                                                     | 2월 7일         | 죽음에 이르는 전력 질주의 수수께끼     | UFO 다루는 여대생 죽음에 이르는 전력 질주의 수수께끼 미스터리 서클에 그려진 밀실의 열쇠!?      | 《죽음에 이르는 전력 질주의 수수께끼》     | 하야시 마코토 후쿠다 유이치 | 카타야마 오사무 | 6.7%   |
| 제5화                                                     | 2월 14일        | 사라진 붉은 드레스의 여자              | 러브 중에 불에 탄 남자!? 사라진 붉은 드레스의 여자 이케맨 바텐더 양다리 살인의 트릭            | 《204호실은 타고 있는가?》                 | 후쿠다 유이치               | 키무라 히사시   | 5.5%   |
| 제6화                                                     | 2월 21일        | 일곱 개의 맥주 케이스 문제             | 개 찾기로 100만 엔!! 눈이 내리는 밤에 사라진 부자와 7개의 맥주 케이스 사랑에 빠진 미탐정!?     | 《일곱 개의 맥주 케이스 문제》             | 후쿠다 유이치               | 츠카모토 렌페이 | 4.4%   |
| 제7화                                                     | 2월 28일        | 완전 범죄에 고양이는 몇 마리 필요한가? | “고양이”가 잇는 비닐 하우스의 연속 살인!? 풀리지 않는 수수께끼는 없다!!                        | 《완전 범죄에 고양이는 몇 마리 필요한가?》 | 후쿠다 유이치               | 츠카모토 렌페이 | 5.7%   |
| 최종화                                                    | 3월 7일         | 아케미가 찍어버린 사진                 | 안녕히, 혼란 콤비―눈에 쓰러진 건물 주인을 구해라 제왕, 드디어 등장!!                           | 《탐정이 찍어버린 사진》                   | 후쿠다 유이치               | 츠카모토 렌페이 | 6.9%   |
| 평균 시청률 6.8%(시청률은 칸토 지구·비디오 리서치사 조사) |                 |                                        |                                                                                                |                                            |                             |                 |        |